# Jules Sandeau
Léonard Sylvain Jules Sandeau, född 19 februari 1811 i Aubusson, död 24 april 1883 i Paris, var en fransk författare och skriftställare.
Sandeau fördes in på författarbanan av Aurore Dudevant, med vilken han stod i personlig och litterär förbindelse. Hennes pseudonym George Sand framgick ur denna förbindelse. De utgav nämligen tillsammans under pseudonymen Jules Sand en roman, Rose et Blanche (1831; svensk översättning "Rosa och Blenda", 1839). Efter det skrev Sandeau ett stort antal romaner och noveller, bland vilka kan nämnas Madame de Sommerville (1834), Marianne (1839), där han tecknat George Sand, Le docteur Herbeau (1841), Vaillance et Richard (1843), Fernand (1844), Catherine (1845), Valcreuse (1846), Mille de la Seiglière (1848; kanske hans mästerverk), Madeleine (1848), La chasse au roman (1849), Un héritage (1850), Sacs et parchemins (1851), La maison de Penarvan (1858), Un debut dans la magistrature (1862), La roche aux mouettes (1871) och Jean de Thommeray (1873). Tillsammans med Émile Augier skrev Sandeau för teatern La pierre de touche (1854; "Pröfvostenen", 1856) och Le gendre de monsieur Poirier (1854; "Klädeshandlaren och hans måg", 1855). Dessutom omarbetade han tillsammans med Augier flera av sina romaner för teatern. Av dessa hade särskilt Mademoiselle de la Seiglière (1851) lysande framgång och höll sig populär på den franska repertoaren och på andra ställen in på 1900-talet. År 1858 blev Sandeau ledamot av Franska akademien.

## Böcker på svenska
- Marianna (Marianne) (översättning Fredrik Niklas Berg, Hjerta, 1842)
- Doktor Herbeau (Le docteur Herbeau) (1843)
- Slottet Valcreuse (Valcreuse) (1849)
- Jagten efter äfventyr (La chasse au roman) (Rylander, 1850)
- Arfvet (Arfvet) (1850)
- Madeleine (Madeleine) (1865)
- Fiskmåsklippan (La roche aux mouettes) (Flodin, 1873)
- Vaillance: novell (Vaillance et Richard) (översättning M. A. Goldschmidt, Looström, 1876)
- Blått blod eller ätten Penarvans historia (La maison de Penarvan) (Flodin, 1877)
- Fröken de la Seiglière: roman (Mademoiselle de la Seiglière) (översättning Ernst Lundquist, Fahlcrantz, 1888)